# Nuoto di fondo ai I Giochi del Mediterraneo sulla spiaggia - Staffetta mista
La staffetta mista di nuoto di fondo ai I Giochi del Mediterraneo sulla spiaggia si disputò il 31 agosto 2015 a Pescara, in Italia.

## Paesi partecipanti
Alla gara maschile hanno partecipato 12 nazioni, con 13 squadre e 36 atleti:
- Algeria (1 squadra)
- Cipro (1 squadra)
- Croazia (1 squadra)
- Grecia (2 squadre)
- Italia (2 squadra)
- Marocco (1 squadra)
- Slovenia (1 squadra)
- Tunisia (2 squadre)
- Turchia (1 squadra)

## Risultati
La gara a staffetta mista si è svolta il 31 agosto 2015 alle ore 10:30 CET.
| Ps | Nazione             | Nome Atleti                                             | Tempo      | Note |
|    | Italia (squadra 2)  | Andrea Bianchi Arianna Bridi Dario Verani               | 00:56:50.2 |      |
|    | Italia (squadra 1)  | Giulia Gabrielleschi Andrea Manzi Barbara Pozzobon      | 00:58:06.5 |      |
|    | Croazia             | Luka Matija Rafaj Ivan Sitic Karla Sitic                | 00:58:43.3 |      |
| 4  | Grecia (squadra 2)  | Georgios Arniakos Christos Charatasos Filio Raftopoulou | 01:00:20.6 |      |
| 5  | Slovenia            | Spela Perse Zan Pogacar Jan Toman                       | 01:00:36.2 |      |
| 6  | Turchia             | Kaan Furkan Abatay Nilay Erkal Berkhan Sakal            | 01:01:05.0 |      |
| 7  | Grecia (squadra 1)  | Olga Egkorova Paraskevi Kritikou Nikolaos Petrou        | 01:02:18.7 |      |
| 8  | Cipro               | Nicolas Ioannides Georgios Koutsou Irene Kyza           | 01:03:03.2 |      |
| 9  | Tunisia (squadra 1) | Haythem Abdelkhalek Asma Boukhatem Ben Badr Chabchoub   | 01:04:04.8 |      |
| 10 | Algeria             | Ramzi Chouchar Anisse Mohamed Djabellah Imene Maldji    | 01:08:50.3 |      |
| 11 | Marocco             | Ismail Lahrichi Ezzahra Fatima Moufakkir Said Saber     | 01:17:43.0 |      |
| 12 | Tunisia (squadra 2) | Khaoula Abid Ben Menna Kchouk Haithem Mbarki            | -          | DNF  |